# Loxostigma musetorum
Loxostigma musetorum är en tvåhjärtbladig växtart som beskrevs av Hsi Wen Li. Loxostigma musetorum ingår i släktet Loxostigma och familjen Gesneriaceae. Inga underarter finns listade i Catalogue of Life.